# Hartwimmer-Olschewski-Gruppe
Die Hartwimmer-Olschewski-Gruppe war eine Münchner nationalrevolutionär-kommunistische Widerstandsgruppe gegen den Nationalsozialismus. Sie stand mit der Berliner Gruppe um Robert Uhrig und Beppo Römer in Verbindung und war der letzte größere Versuch eines organisierten kommunistischen Widerstands in Bayern. Die Gruppe wurde 1942 zerschlagen, bevor sie größere Aktionen durchführen konnte.

## Hans Hartwimmer
Hans Hartwimmer (* 31. Juli 1902 in Braunschweig) war Kaufmann und nahm als Leutnant am Ersten Weltkrieg teil. 1922 wurde er Mitglied im von Beppo Römer geführten rechtsgerichteten Freikorps Bund Oberland und nahm 1923 am Hitlerputsch teil. Später näherte er sich der Kommunistischen Partei (KPD) an und engagierte sich ab Anfang der 1930er Jahre im Münchner Aufbruch-Arbeitskreis, einem der Kreise um die Zeitschrift Aufbruch, die vom 1932 zur KPD gewechselten Beppo Römer herausgegeben wurde und mit der die KPD nationalrevolutionär gesinnte Rechte für sich gewinnen wollte. 1934 wurde Hartwimmer von den Nationalsozialisten wegen Verdachts auf Hochverrat festgenommen und trotz eines Freispruchs bis 1937 im KZ Dachau interniert.

## Wilhelm Olschewski sen.

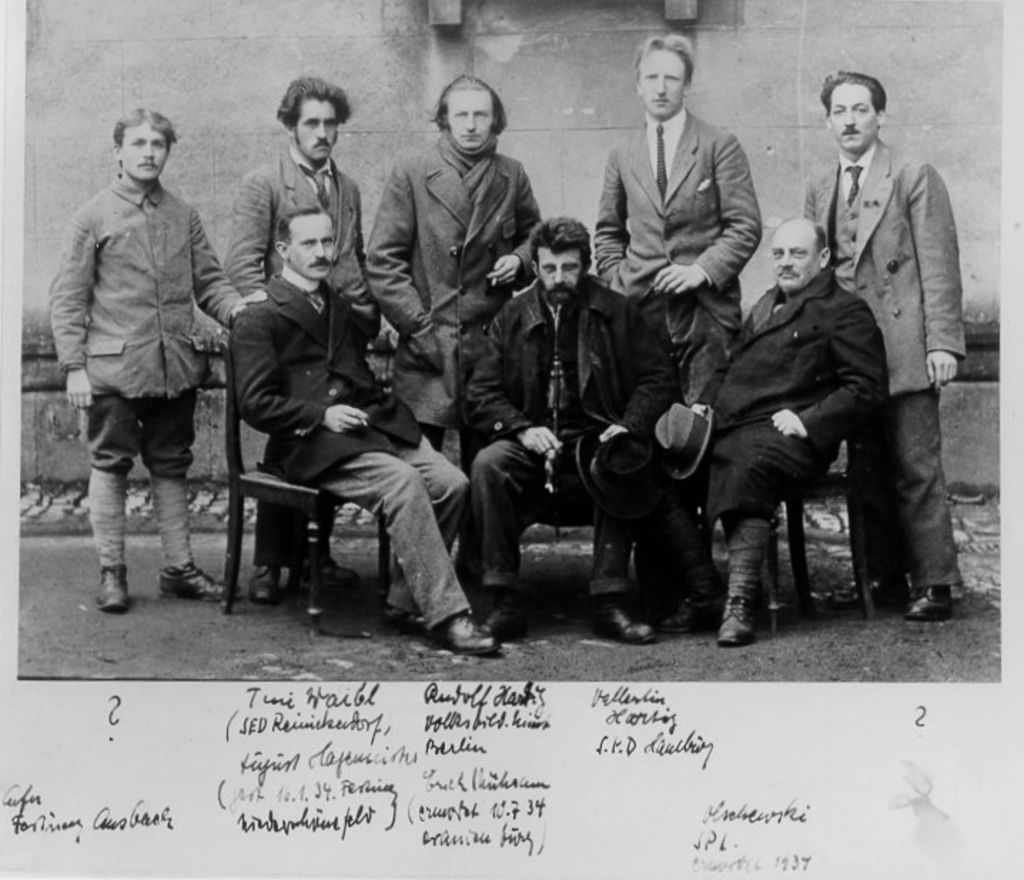
Wilhelm Olschewski sen. (unten rechts) zusammen mit anderen Mitgliedern der Räterepublik während seiner Festungshaft

Wilhelm Olschewski sen. (* 18. August 1871 in Lyck) war Kaufmann und nahm als Offizier am Ersten Weltkrieg teil. In der Novemberrevolution 1918 beteiligte er sich am Arbeiter- und Soldatenrat in Augsburg und wurde dafür zu sieben Jahren Festungshaft verurteilt, woraus er 1924 vorzeitig entlassen wurde. Danach war er Geschäftsführer der KPD in Südbayern und Mitglied der Leitung der Münchner KPD-Zeitung Neue Zeitung. 1929 wurde er wegen „oppositioneller Einstellung“ aus der KPD ausgeschlossen. Von 1930 bis 1933 leitete er den Aufbruch-Arbeitskreis im Bezirk Südbayern. 1933 wurde er von den Nationalsozialisten für einige Monate in „Schutzhaft“ genommen.

## Aktivitäten
Nach Ausbruch des Zweiten Weltkriegs begann der damals bereits 68-jährige Wilhelm Olschewski eine Widerstandsgruppe aufzubauen, zu der auch mehrere Familienmitglieder gehörten, darunter sein Sohn Wilhelm „Willi“ Olschewski jun. (* 7. Februar 1902 in Berlin), der 1925 in die KPD eingetreten war.
Hans Hartwimmer nahm nach seiner Entlassung aus dem KZ Dachau Kontakt zu ehemaligen Mitgliedern des Bund Oberlands auf, des Weiteren zu Personen, die er im KZ Dachau kennengelernt hatte, und zur kommunistischen Widerstandsgruppe um Olschewski, den er aus dem Aufbruch-Arbeitskreis kannte. Die Kontakte waren anfangs noch lose. 1940 baute der inzwischen in Berlin lebende Beppo Römer, den Hartwimmer aus dem Bund Oberland kannte, eine Verbindung zur kommunistischen Gruppe um Robert Uhrig auf. In den folgenden Jahren fuhr Römer mehrmals nach München, um den Kontakt der Münchner Gruppe zur Berliner Gruppe aufrechtzuerhalten. Die Berliner Gruppe hielt auch Kontakt zu anderen regionalen Gruppen in Deutschland und versuchte, eine deutschlandweite Organisation aufzubauen.
Der Widerstand der seit 1933 verbotenen KPD, der durch Flugblatt- und Klebezettelaktionen geprägt war, war bis 1937 durch die Gestapo weitgehend zerschlagen worden, die meisten KPD-Mitglieder verhaftet. Daher planten die Gruppen um Römer und Uhrig eine andere Vorgehensweise. An die Massen gerichtete Aktionen wurden als zu gefährlich angesehen. Auf den Aufbau einer hierarchischen, parteipolitischen Organisation wurde kein Wert gelegt. Stattdessen sollte eine Gruppe gut ausgebildeter kommunistischer Führungskräfte aufgebaut werden, die nach einer Niederlage Deutschlands die Führung übernehmen konnte. Geplant wurden auch gezielte Sabotageakte auf kriegswichtige Ziele.

## Zerschlagung
Trotz konspirativer Vorgehensweise der Widerstandsgruppe war es der Gestapo gelungen, Spitzel in die Berliner Gruppe um Uhrig und Römer einzuschleusen und so auch von den Aktivitäten der Münchner Gruppe zu erfahren. In München hatte die Gestapo auch Informationen von Hans Hartwimmer selbst erhalten, wobei dieser allerdings das wahre Ausmaß der Aktivitäten und die Rolle Beppo Römers verschleierte.
Im Februar und März 1942 verhaftete die Gestapo in München mindestens 43 Personen im Zusammenhang mit der Widerstandsgruppe. Sechs der Verhafteten wurden im Gefängnis München-Stadelheim in der Untersuchungshaft ermordet, darunter Wilhelm Olschewski sen. († 30. April 1943). Der Volksgerichtshof in Berlin verhängte 1944 insgesamt sechs Todesurteile für Mitglieder der Münchner Gruppe, darunter Hans Hartwimmer († 31. Oktober 1944) und Wilhelm Olschewski jun. († 28. Juni 1944), die in Stadelheim hingerichtet wurden. Die restlichen Mitglieder wurden zu Zuchthaus- und Gefängnisstrafen verurteilt, zum Teil lebenslänglich. Weitere Mitglieder wurden vom Oberlandesgericht München zu mehrjährigen Zuchthaus- und Gefängnisstrafen verurteilt.

## Gedenken
Die Grabstätte von Hans Hartwimmer befindet sich im Sammelgrab II für politische Opfer auf dem Friedhof am Perlacher Forst, der an das Gefängnis München-Stadelheim angrenzt. Die Grabstätte der Familie Olschewski befindet sich auf dem Münchner Nordfriedhof. 1987 wurde der Olschewskibogen, eine Straße in München-Feldmoching, nach Wilhelm Olschewski benannt.
Auf einer Tafel der Familie Olschewski steht:
"Liebe Kinder, Ihr sollt nicht klagen, liebe Kinder weinet nicht, wenn von unserem Opfertode
diese Tafel zu Euch spricht. Wir fanden hier als Freiheitskämpfer unsere letzte Ruhestatt.
Wir mußten unser Leben lassen, daß Krieg und Mord ein Ende hat"